# Jojo (Pflaume)

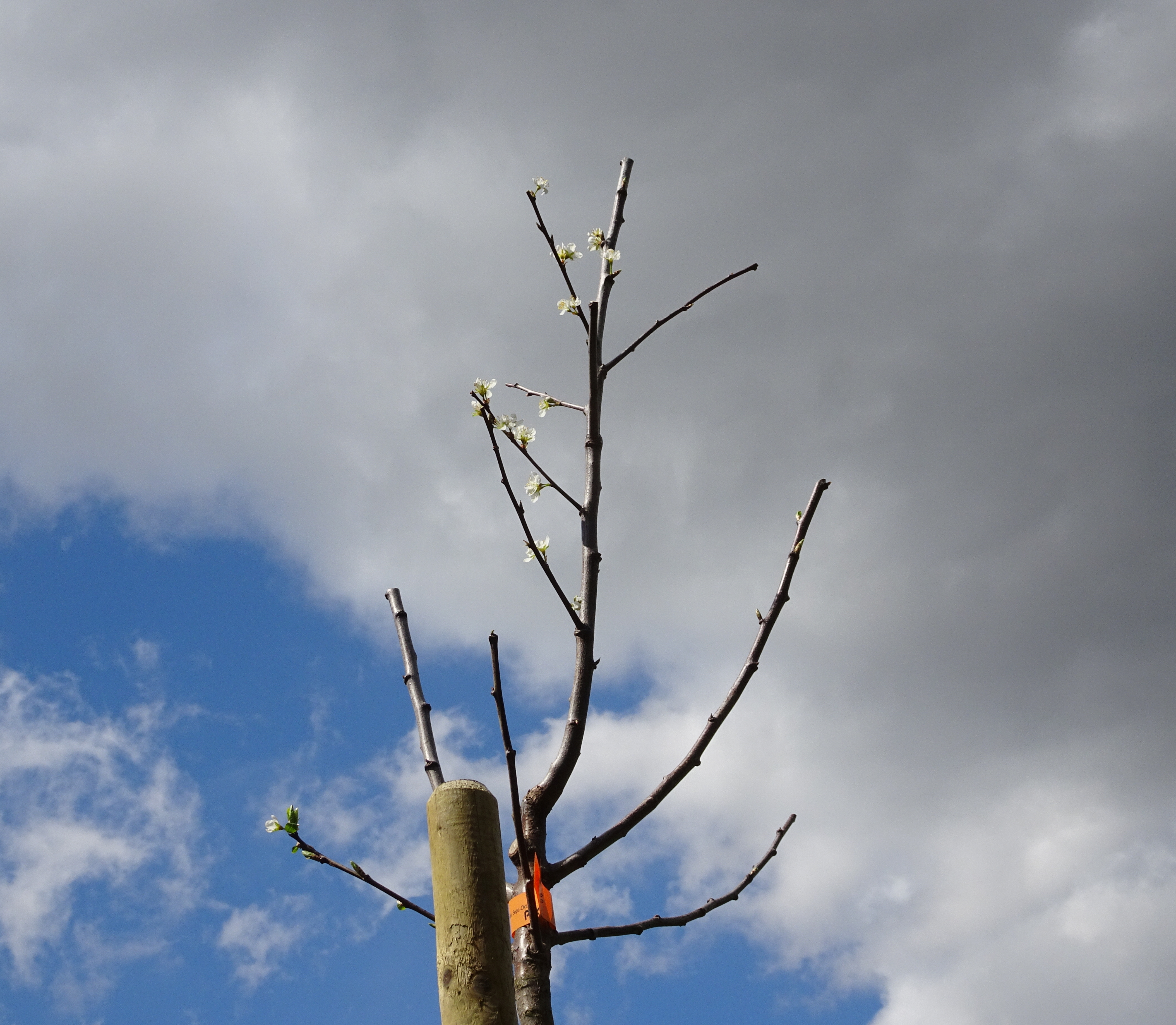
Pflaumenbaum Jojo, etwa zwei Jahre alt, frisch eingepflanzt, Pflanzschnitt.

Jojo ist eine Pflaumen-Sorte, die 1981 von Walter Hartmann an der Universität Hohenheim aus einer Kreuzung von Ortenauer Zwetschge und Stanley Zwetschge gezüchtet und 1999 in den Handel gebracht wurde.
Sie ist die bisher erste völlig Scharka-resistente Pflaumensorte. Die Scharkaresistenz von Jojo ist eine Folge der Hypersensibilität der Sorte auf das Virus. Um die Befallstelle herum stirbt das Gewebe des Baums ab, wodurch das weitere Vordringen des Erregers gestoppt wird. Jojo kann deshalb auch nur auf scharkafreien Unterlagen veredelt werden, bei einer Propfung auf eine befallene Unterlage würde das Edelreis aufgrund der Abstoßreaktion nicht anwachsen.
Die Früchte reifen spät, sind mittelgroß, länglich und bei Reife blau und stark bereift. 
Der Baum wächst mittelstark und eignet sich für alle Formen der Kronenerziehung.
Nachteilig im Anbau ist jedoch ihre hohe Spätfrostempfindlichkeit.
Folgende Züchtungen besitzen Jojo als Elternsorte:
- Joganta (andere Elternsorte: Haganta)
- Jofela (andere Elternsorte: Felsina)
- Jolina (andere Elternsorte: Haganta)
- Gäugold (andere Elternsorte: Hauszwetschge Schüfer)
- Herrenberger (andere Elternsorte: Fellenberg)